# Chindwin
Chindwin najveća je od pritoka rijeke Iravadija u Mjanmaru (bivša Burma) duga 1 207 km ako se računa izvor njenog najdužeg pritoka ili 840 kmako se računa da je izvor rijeke mjesto kod kojeg se spajaju tri vodotoka koji formiraju - Chindwin.

## Zemljopisne karakteristike
Chindwin se stvara spojem rijeka Tanai, Tavan, i Taron u mjanmarskoj saveznoj državi - Kachin, koje izviru na masivima Patkai i Kumon na indijsko - mjanmarskoj granici
Od svog stvaranja Chindwin teče isprva prema zapadu, zatim naglo zaokreće i gotovo pravilno teče u smjeru juga do svog ušća u rijeku Iravadi kod grada Myingyan (Mjindžanas).
Iravadi ima sliv velik oko 114 000 km², koji se proteže kroz unutrašnjost zapadnog Mjanmara
Kod ušća u Iravadi Chindwin stvara deltu koja se račva na brojne rukavce, s brojnim niskim izduženim otocima između njih. Prema mjanmarskoj usmenoj predaji, najužniji od tih rukavaca je umjetni kanal, koji je dao izgraditi jedan od kraljeva antičkog - Bagana. Tijekom stoljeća riječni nanosi su ga zatrpali, ali ga je probila velika poplava 1824.
Tijekom dijela kišne sezone koja traje od lipnjaa do studenog, Chindwin je plovan za riječne brodove za više od 640 km uzvodno do sela Singkaling Hkamti. U gornjem toku rijeke, ispod Doline Hukajng slapovi i brzaci onemogućuju plovidbu na nekoliko mjesta, tako da se teret mora prebacivati kanuima do riječnih brodova.

## Povezane stranice
- Iravadi
- Popis najdužih rijeka na svijetu

## Vanjske poveznice
- Chindwin River na portalu Myanmar's NET  Arhivirana inačica izvorne stranice od 20. prosinca 2006. (Wayback Machine) (engl.)
- Chindwin River na portalu Encyclopædia Britannica (engl.)